# Lo de Évole
Lo de Évole es un programa de televisión español de entrevistas presentado por Jordi Évole. El espacio, producido por Producciones del Barrio, se emite en La Sexta desde el 2 de febrero de 2020.

## Formato
A través de varios capítulos, Lo de Évole abordó en su primera temporada distintas historias personales sobre un tema común y con trasfondo social. Para ello, cuenta con el relato de diferentes personas, ya sean conocidas o anónimas.
Durante la crisis del COVID-19 la producción se siguió emitiendo cada domingo en un formato especial a través de videoconferencias que contó con el testimonio de personas anónimas que tenían un papel específico en la crisis (personal sanitarios, trabajadores del transporte, sector alimentarios etc.), así como con los de algunas personalidades destacadas del mundo de la economía, la política y la cultura.

## Equipo

### Presentador
| Presentador | Profesión   | Duración        | Temporadas |
| ----------- | ----------- | --------------- | ---------- |
| Jordi Évole | Presentador | 2020 - presente | 5          |

## Temporadas y audiencias por programa

### Temporada 1 (2020)
La primera temporada de Lo de Évole se centra en la cárcel y sus consecuencias. A lo largo de sus ocho capítulos, el programa ha contado con el testimonio de Oriol Junqueras, Francisco Granados, Santiago Cobos Fernández, Sandro Rosell y Marcial Dorado, entre otros. Además, ha contado con seis programas especiales debido a la pandemia de COVID-19.
| Programa | Temporada | Título                                                                   | Día de emisión        | Audiencia         |
| -------- | --------- | ------------------------------------------------------------------------ | --------------------- | ----------------- |
| 1        | 1         | Tras Quintero                                                            | 2 de febrero de 2020  | 2 086 000 (11,7%) |
| 2        | 2         | Lo de Oriol Junqueras                                                    | 9 de febrero de 2020  | 1 922 000 (10,6%) |
| 3        | 3         | Un día cualquiera                                                        | 16 de febrero de 2020 | 1 555 000 (8,7%)  |
| 4        | 4         | Lo de Francisco Granados                                                 | 23 de febrero de 2020 | 1 784 000 (10,1%) |
| 5        | 5         | Lo de Santiago Cobos Fernández                                           | 1 de marzo de 2020    | 1 182 000 (6,5%)  |
| 6        | 6         | Wad-Ras: Tres días en la cárcel                                          | 8 de marzo de 2020    | 1 427 000 (8,0%)  |
| 7        | 7         | Especial coronavirus 1 (Papa Francisco, Marina Garcés, Alfred García)    | 22 de marzo de 2020   | 2 267 000 (11,0%) |
| 8        | 8         | Especial coronavirus 2 (Pepe Mujica)                                     | 29 de marzo de 2020   | 2 185 000 (10,8%) |
| 9        | 9         | Especial coronavirus 3 (Rosalía)                                         | 5 de abril de 2020    | 1 875 000 (9,3%)  |
| 10       | 10        | Especial coronavirus 4 (Ricardo Darín, Mercedes Milá)                    | 12 de abril de 2020   | 2 076 000 (10,3%) |
| 11       | 11        | Especial coronavirus 5 (Joaquín Sabina)                                  | 19 de abril de 2020   | 2 035 000 (10,5%) |
| 12       | 12        | Especial coronavirus 6 (Baltasar Garzón, Rosa María Sardà, Adela Cortina | 26 de abril de 2020   | 1 706 000 (8,7%)  |
| 13       | 13        | Lo de Sandro Rosell                                                      | 3 de mayo de 2020     | 1 591 000 (9,1%)  |
| 14       | 14        | Lo de Marcial Dorado                                                     | 10 de mayo de 2020    | 1 718 000 (9,5%)  |

### Temporada 2 (2021)
En su segunda temporada el programa se centra en entrevistas a personalidades relevantes del ámbito político, artístico y social, y en explicar grandes historias de personajes anónimos.
| Programa | Temporada | Título                                  | Día de emisión        | Audiencia         |
| -------- | --------- | --------------------------------------- | --------------------- | ----------------- |
| 1        | 15        | Lo de José María Aznar                  | 28 de febrero de 2021 | 2 444 000 (13,2%) |
| 2        | 16        | Lo de Ibai Llanos                       | 7 de marzo de 2021    | 2 359 000 (12,5%) |
| 3        | 17        | Lo de Fernando Simón                    | 14 de marzo de 2021   | 2 376 000 (13,3%) |
| 4        | 18        | Lo de Trofeos Escobar                   | 21 de marzo de 2021   | 1 102 000 (5,8%)  |
| 5        | 19        | Lo de Eufemiano Fuentes                 | 28 de marzo de 2021   | 1 260 000 (7,1%)  |
| 6        | 20        | Lo de Miguel Bosé (I)                   | 11 de abril de 2021   | 2 760 000 (15,4%) |
| 7        | 21        | Lo de Miguel Bosé (II)                  | 18 de abril de 2021   | 2 659 000 (15,2%) |
| 8        | 22        | El caso Nadia Nerea                     | 25 de abril de 2021   | 1 325 000 (7,6%)  |
| 9        | 23        | X Nazi                                  | 2 de mayo de 2021     | 1 743 000 (10,4%) |
| 10       | 24        | Lo de Iván Redondo                      | 3 de octubre de 2021  | 2 076 000 (10,3%) |
| 11       | 25        | Especial coronavirus 5 (Joaquín Sabina) | 19 de abril de 2020   | 1 366 000 (8,6%)  |

### Temporada 3 (2022)
| Programa | Temporada | Título | Día de emisión        | Audiencia         |
| -------- | --------- | --- | --------------------- | ----------------- |
| 1        | 26        | Lo de Morad                                                                                               | 20 de febrero de 2022 | 1 586 000 (9,8%)  |
| 2        | 27        | Lo de Gervasio Deferr                                                                                     | 27 de febrero de 2022 | 1 562 000 (9,7%)  |
| 3        | 28        | Lo de Felipe González                                                                                     | 6 de marzo de 2022    | 1 795 000 (10,7%) |
| 4        | 29        | Lo de Megan Maxwell                                                                                       | 13 de marzo de 2022   | 1 107 000 (6,6%)  |
| 5        | 30        | Lo de Rosa López                                                                                          | 20 de marzo de 2022   | 1 507 000 (9,1%)  |
| 6        | 31        | Lo de Belle Époque (Fernando Trueba, Penélope Cruz Miriam Díaz Aroca, Ariadna Gil y Maribel Verdú)        | 27 de marzo de 2022   | 1 337 000 (8,7%)  |
| 7        | 32        | Hijos de la guerra (Guerra civil española, Guerra civil ruandesa, Guerra civil siria, Guerras yugoslavas) | 3 de abril de 2022    | 1 015 000 (6,4%)  |
| 8        | 33        | Lo de José Elías Navarro                                                                                  | 10 de abril de 2022   | 1 066 000 (7,3%)  |
| 9        | 34        | Lo de Julia Otero (I)                                                                                     | 24 de abril de 2022   | 1 347 000 (9,0%)  |
| 10       | 35        | Lo de Julia Otero (II)                                                                                    | 1 de mayo de 2022     | 1 288 000 (9,3%)  |

### Temporada 4 (2023)
| Programa | Temporada | Título                        | Día de emisión        | Audiencia         |
| -------- | --------- | ----------------------------- | --------------------- | ----------------- |
| 1        | 36        | Lo de Estopa                  | 12 de febrero de 2023 | 1 544 000 (9,9%)  |
| 2        | 37        | Lo de Macarena Olona (cara A) | 19 de febrero de 2023 | 1 813 000 (11,7%) |
| 3        | 38        | Lo de Macarena Olona (cara B) | 19 de febrero de 2023 | 1.757.000 (12,6%) |
| 4        | 39        | Lo de Maruja Torres           | 26 de febrero de 2023 | 1 115 000 (7,4%)  |
| 5        | 40        | Lo de Unzué y amigos          | 5 de marzo de 2023    | 1.047.000 (6,8%)  |
| 6        | 41        | Lo de María del Monte         | 12 de marzo de 2023   | 1 257 000 (8,3%)  |
| 7        | 42        | Lo de Ignatius Farray         | 19 de marzo de 2023   | 673 000 (4,5%)    |
| 8        | 43        | Lo de Juan José Ballesta      | 26 de marzo de 2023   | 1 215 000 (8,4%)  |
| 9        | 44        | Lo de Yolanda Díaz            | 16 de abril de 2023   | 1 430 000 (10,2%) |
| 10       | 45        | Lo de Rodrigo Cuevas          | 23 de abril de 2023   | 821 000 (5,8%)    |
| 11       | 46        | Lo de Nacho Vidal             | 7 de mayo de 2023     | 727 000 (5,5%)    |
| 12       | 47        | Lo de Pedro Sánchez           | 25 de junio de 2023   | 1 475 000 (12,0%) |

### Temporada 5 (2024)
El especial Los cuatro días que nos cambiaron, 20 años del 11-M obtuvo el Premio Ondas al mejor programa de actualidad o cobertura especial.
| Programa | Temporada | Título | Día de emisión        | Audiencia        |
| -------- | --------- | --- | --------------------- | ---------------- |
| 1        | 48        | Lo de Pucho (C Tangana) | 21 de enero de 2024   | 1 009 000 (7,0%) |
| 2        | 49        | Lo de Los Strauch | 28 de enero de 2024   | 1 087 000 (7,7%) |
| 3        | 50        | Lo de Ana Belén | 4 de febrero de 2024  | 1 167 000 (8,0%) |
| 4        | 51        | Lo de Henar Álvarez | 11 de febrero de 2024 | 1 064 000 (7,4%) |
| 5        | 52        | Lo de Carlos Alsina | 25 de febrero de 2024 | 950 000 (6,3%)   |
| 6        | 53        | Los cuatro días que nos cambiaron, 20 años del 11-M (I) (Iñaki Gabilondo, Mamen Mendizábal, Javier Álvarez, José Antonio Zarzalejos, Cruz Morcillo, Josep Puigbó, Fran Llorente, Óscar González)  | 3 de marzo de 2024    | 1 252 000 (8,4%) |
| 7        | 54        | Los cuatro días que nos cambiaron, 20 años del 11-M (II) (Iñaki Gabilondo, Mamen Mendizábal, Javier Álvarez, José Antonio Zarzalejos, Cruz Morcillo, Josep Puigbó, Fran Llorente, Óscar González) | 3 de marzo de 2024    | 1 245 000 (9,6%) |
| 8        | 55        | Lo de José Luis Rodríguez Zapatero, Presidente | 10 de marzo de 2024   | 1 309 000 (9,2%) |
| 9        | 56        | Lo de José Luis Rodríguez Zapatero, expresidente | 10 de marzo de 2024   | 1 113 000 (8,9%) |
| 10       | 57        | Lo de Camela | 17 de marzo de 2024   | 975 000 (7,0%)   |
| 11       | 58        | Lo de Albert Pla | 24 de marzo de 2024   | 718 000 (5,4%)   |

### Temporada 6 (2025)
| Programa | Temporada | Título                           | Día de emisión        | Audiencia         |
| -------- | --------- | -------------------------------- | --------------------- | ----------------- |
| 1        | 59        | Lo de Juan y Medio               | 19 de enero de 2025   | 1 449 000 (10,7%) |
| 2        | 60        | Lo de Lolita Flores              | 26 de febrero de 2025 | 1 260 000 (9,4%)  |
| 3        | 61        | Lo de Pepe Mujica                | 2 de febrero de 2025  | 1 383 000 (10,3%) |
| 4        | 62        | Lo de Eduard Fernández           | 9 de febrero de 2025  | 999 000 (7,3%)    |
| 5        | 63        | Lo de Fernando Simón             | 16 de febrero de 2025 | 1 285 000 (9,7%)  |
| 6        | 64        | Lo de Dani Martín                | 23 de febrero de 2025 | 1 197 000 (9,0%)  |
| 7        | 65        | Lo de Gabriel Rufián             | 2 de marzo de 2025    | 1 537 000 (11,3%) |
| 8        | 66        | Lo de Gabriel Rufián             | 2 de marzo de 2025    | 1 363 000 (11,7%) |
| 9        | 67        | Lo de Mala Rodríguez             | 9 de marzo de 2025    | 818 000 (5,9%)    |
| 10       | 68        | Lo de María Jesús Montero, día 1 | 16 de marzo de 2025   | 1 018 000 (7,4%)  |
| 11       | 69        | Lo de María Jesús Montero, día 2 | 16 de marzo de 2025   | 776 000 (6,2%)    |
| 12       | 70        | Lo de María León                 | 30 de marzo de 2025   | 804 000 (6,4%)    |

### Temporada 7 (2025)
| Programa | Temporada | Título            | Día de emisión     | Audiencia      |
| -------- | --------- | ----------------- | ------------------ | -------------- |
| 1        | 71        | Lo de Ricky Rubio | 6 de julio de 2025 | 640 000 (6,4%) |

## Audiencias por temporada
| Edición           | Fecha | Cadena   | Audiencia         |
| ----------------- | ----- | -------- | ----------------- |
| Primera temporada | 2020  | La Sexta | 1 814 000 (9,6%)  |
| Segunda temporada | 2021  | La Sexta | 1 939 000 (10,9%) |
| Tercera temporada | 2022  | La Sexta | 1 361 000 (8,7%)  |
| Cuarta temporada  | 2023  | La Sexta | 1 239 000 (8,6%)  |
| Quinta temporada  | 2024  | La Sexta | 1 080 000 (7,7%)  |
| Sexta temporada   | 2025  | La Sexta | 1 157 000 (8,8%)  |